# Wakamatsu Shizuko

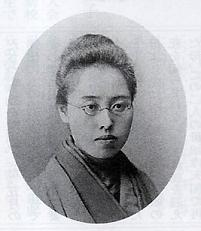
Wakamatsu Shizuko

Wakamatsu Shizuko foi uma tradutora, professora e escritora japonesa conhecida pela sua tradução para o japonês da livro Little Lord Fauntleroy (O Pequeno Lord), de autoria da escritora anglo-americana Frances Hodgson Burnett.

## Principais obras
- Wasuregatami (忘れ形見, 1890 em: Jogaku zasshi).
- Enoch Arden (イノック・アーデン物語, 1890-1892 em: Jogaku zasshi).
- Omoide (おもひで, 1896 em: Shōnen sekai).